# Нотавай
Нотавай (на английски: Nottaway River) е река в Източна Канада, западната част на провинции Квебек, вливаща се от юг в залива Рупърт, южната част на залива Джеймс, южната част на Хъдсъновия залив. Дължината ѝ от 776 км, заедно с реките Бел и Мегаскейн ѝ отрежда 29-о място сред реките на Канада. Дължината само на река Нотавай е 225 км.

## Географска характеристика

### Извор, течение, устие
Река Нотавай изтича от северния ъгъл на езерото Матагами (западната част на провинция Квебек), на 249 м н.в. Тече на северозапад, преминава през езерото Соскумика и се влива чрез естуар (дължина 18 км, ширина 5,34 км) в залива Рупърт, южната част на залива Джеймс, южната част на Хъдсъновия залив, на 14 км югозападно от селището Уоскаганиш.

### Водосборен басейн, притоци
Площта на водосборния басейн на реката е 65 800 km2.
През втората половина на 20 век за Нотавай, заедно с реките Бродбак и Рупърт е изработен проект за строителство на каскади от язовири. През 1972 г. обаче започва изграждането на хидроенергийни съоръжения на по-северните реки Ла Гранд и Истмейн и проекта NBR (Нотавай-Бродбак-Рупърт) е изоставен.
Река Нотавай има три основни притока: реките Бел и Уосуонипи, вливащи се в езерото Матагами и река Кичигама – ляв приток, вливащ се в началото на естуара на Нотавай.

### Хидроложки показатели
Многогодишният среден дебит в устието на Нотавай е 1190 m3/s. Максималният отток на реката е през май и юни, а минималния през февруари-март Снежно-дъждовно подхранване. От ноември до края на април-началото на май реката замръзва.

## Етимология и изследване на реката
Първите европейски трапери достигат до Нотавай в края на 17 век и на картата, издадена през 1699 г. от Жан-Батист-Луи Франклин реката е записана като Rivière des Iroquois (Река на ирокезите). Под същото име реката фигурира и в картите на Гийом Дьолил (1703 г.) и Никола-Жак Белин (1744 г.). Различните форми на Nottaway започват да се появяват от началото на 18 век: Nodaways през 1715 г., Nodaway през 1743 г., Nodaoay и Nodway през 1744 г.
През 1870-те години реката за първи път е цялостно изследвана, топографски заснета и картирана от канадския геолог Робърт Бел (1841 – 1917). През 1880 и 1885 г. реката отново детайлно е изследвана от други канадски геолози Джеймс Ричардсън и Албърт Питър Лоу и в техните записки тя вече фигурира със сегашното си име Nottaway River. В налото на 20 век наименованието Nottaway е официално прието за реката. Предполага се, че това название произлиза от индианската дума nadowe („змей“), с която племената на алгонкините назовават своите заклети врагове ирокезите.